# Alexander Hamilton (thuyền trưởng)
Alexander Hamilton (trước 1688 – sau 1723) là một thuyền trưởng, chủ tàu tư nhân và thương nhân người Scotland.

## Tiểu sử
Không có thông tin về ngày sinh và ngày mất của Hamilton, người ta chủ yếu biết về ông qua các ghi chép còn lại của ông là cuốn sách A New Account of the East Indies (tạm dịch: Bản tường thuật mới về vùng Đông Ấn), xuất bản năm 1727.
Trong những năm đầu đời, ông đã đi du hành rộng khắp qua châu Âu, bờ biển Barbary, Tây Ấn, Ấn Độ và Đông Nam Á. Khi đến Bombay vào năm 1688, ông đã có một thời gian ngắn bị ép vào làm việc cho Công ty Đông Ấn trong một cuộc chiến tại đó. Sau đó, ông trở thành một thương nhân hoạt động ở Surat. Tháng 6 năm 1717, ông được bổ nhiệm làm chỉ huy của Lực lượng Thủy quân lục chiến Bombay. Trong thời gian đảm nhiệm chức vụ chỉ huy lực lượng này, ông có nhiều hành động trấn áp cướp biển.
Cuốn sách của ông, A New Account of the East Indies (Bản tường thuật mới về vùng Đông Ấn) được xuất bản năm 1727, ghi chép các hoạt động của Hamilton từ năm 1688-1723 khi ông đi từ mũi Hảo Vọng đến Nhật Bản. Thuật ngữ "Đông Ấn" khi đó bao hàm một khu vực địa lý rộng hơn nhiều so với ngày nay, bao gồm "hầu hết các quốc gia và quần đảo của giao thương và hàng hải, giữa Mũi Hảo Vọng và đảo Nhật Bản". Là một sự minh họa bằng giai thoại sống động, cuốn sách cung cấp một cái nhìn sâu sắc, có giá trị về quá trình can thiệp cũng như nhận thức của người Anh về châu Á thời kỳ cận đại. Trong quyển sách này, Hamilton đã nhầm lẫn khi sử dụng tên tiếng Anh Canton để chỉ cả thành phố Quảng Châu và tỉnh Quảng Đông. Mặc dù vậy, bên cạnh việc sử dụng cụm từ Canton một cách thường xuyên đối với thành phố Quảng Châu thì ông còn thỉnh thoảng dùng cụm từ Quantung để chỉ Quảng Đông.

### Ghi chép về Việt Nam
Trong sách A New Account of the East Indies (Bản tường thuật mới về vùng Đông Ấn) của mình, Hamilton có nhắc đến các thông tin về xứ Couchin-china (sic) [Đàng Trong] (thời chúa Nguyễn Phúc Chu) và Tonquin [Đàng Ngoài] (thời chúa Trịnh Cương) vào năm 1720.
Ở cả Couchin-china và Tunquin (sic), các nhà truyền giáo phải xin phép nhà vua trước khi truyền đạo, bằng không họ sẽ bị giết.
Hamilton cũng cho biết về việc vua Campuchia Keo Fa III (Ang Em) phải xin phép vua Đàng Trong (Nguyễn Phúc Chu) trước khi cho phép thuyền buôn nước ngoài được giao thương ở Campuchia.
Thực tế, Hamilton chỉ ghé Hà Tiên để tìm cách liên lạc với vua Campuchia. Ông chỉ đi dọc theo vùng biển của Đàng Trong và Đàng Ngoài để đến Trung Quốc. Do đó, những thông tin mà ông viết về Việt Nam khá sơ lược.
Năm 1792, John Barrow, một quan chức của nước Anh ghé Đà Nẵng, lúc đó dưới triều Tây Sơn, và có ghi chép lại hành trình trong quyển sách A Voyage to Cochinchina in the Years 1792 and 1793.
Năm 1822, một thuyền trưởng người Scotland khác, cũng làm việc cho công ty Đông Ấn như Hamilton, là ông John Crawfurd đã có hải trình tương tự. Tuy nhiên, John Crawfurd đã ghé thăm nước Đại Nam và xin được gặp vua Minh Mạng.

#### Hà Tiên
Năm 1720, khi đến Ponteamass [Hà Tiên], Hamilton cho biết đã thấy xác tàu chiến và tàn tích còn lại của đô thị này sau cuộc chiến Xiêm - Chân Lạp - Đàng Trong năm 1717. Hà Tiên, trước cuộc chiến 1717, là một thương cảng nhộn nhịp, thu hút hầu hết thương mại của xứ Campuchia do nó có đường thủy thuận lợi và có thể đi thuyền từ Hà Tiên lên kinh đô Campuchia vào mùa nước nổi. Về cuộc chiến năm 1717, quân Xiêm theo hai đường thủy bộ giúp Thommo Reachea III (Ang Tham) tiến đánh vua Campuchia là Keo Fa III (Ang Em). Vua Ang Em một mặt lệnh cho dân chúng triệt thoái khỏi khu vực biên giới với Xiêm, một mặt thần phục chúa Nguyễn đễ đổi lấy sự hỗ trợ của 15.000 bộ binh và 3.000 thủy binh Đàng Trong. Bộ binh Xiêm dù có số lượng gấp đôi quân Campuchia - Đàng Trong, lại gặp khó khăn do không thu được lương thực khi tiến vào Campuchia, phải ăn thịt ngựa và voi chiến của mình để rồi mắc bệnh mà rút lui sau 2 tháng. Hải quân Xiêm có số lượng gấp 4 lần đối thủ, tàn phá Hà Tiên. Tuy nhiên, quân Đàng Trong tập kích thuyền lương của Xiêm, khiến quân Xiêm lo sợ thiếu đói, đành tháo lui.

#### Hải đảo
Các đảo ở ngoài khơi Campuchia không có người ở do cướp biển hoành hành. Trừ đảo Quadrol [Phú Quốc] ở phía Tây Hà Tiên 3 dặm, là nơi có điều kiện lý tưởng cho việc định cư. Khoảng 30 dặm về phía Đông Nam Đông từ Ponteamass, là cửa Tây của con sông Cao Miên (Mê kông), thường được gọi là Bocca de Carangera. Cửa Bắc thì rộng hơn, nhưng lại nông hơn, và nằm cách rãnh sông phía Tây khoảng 10 dặm. Nằm giữa khu vực Hà Tiên và sông Campuchia là đảo Pullo-panjang [quần đảo Thổ Châu], và một quần đảo có 8 đảo, và các đảo này tạo thành một (hải) cảng khá tốt.  Pullo-oubi [Hòn Khoai] là đảo cực Đông, và có thể cung cấp các cột buồm (cho tàu thuyền) trong việc vận chuyển (hàng hải).
Pullo-condore [Côn Đảo] là quần đảo lớn nhất và có độ cao cao nhất, bao gồm 4 hoặc 5 hòn đảo. Pullo-condore đã từng là một thuộc địa của người Anh khi ông Allan Ketchpole, vào năm 1702, đến đây thiết lập sau khi rời bỏ thương điếm Chusan ở vùng duyên hải Trung Hoa. Tuy nhiên, thuộc địa này đã bị xoá sổ sau cuộc nổi loạn của người Maccassers.
Bờ biển Couchin-china dài hơn 700 dặm, kéo dài từ sông Mê Kông tới sông Quambin(sic) [sông Quảng Bình]. Bờ biển phía Đông nước này sâu và có nhiều hải cảng tốt. Các đảo gần bờ không nguy hiểm cho tàu thuyền, ví như đảo Pullo-fecca de terra [cù lao Câu]. Đảo Pullo-fecca de mare [Phú Quý] và toàn bộ các chuỗi đảo trãi dài từ Bãi cạn nguy hiểm Paracel [Hoàng Sa] chỉ toàn là đảo đá. Đảo Pullo-cambir [Cù Lao Xanh] cách bờ 15 dặm, gần Paracels, tuy rộng lớn lại không có người ở. Đảo Pullo-canton [Lý Sơn] và Champello [Cù Lao Chàm] tuy gần bờ nhưng không nguy hiểm cho tàu thuyền.

#### Dân cư và lịch sử
Hiểu biết của Hamilton về Việt Nam có nhiều điểm không chính xác, sai lệch. Tuy nhiên, đây là một nguồn thông tin thú vị về nhãn quan của người nước ngoài về Việt Nam những năm 1720:
Nước Couchin-china ngăn cách với nước Campuchia bởi con sông Mê Kông, có chỗ chỉ rộng 3 dặm. So với Campuchia, Đàng trong rộng lớn hơn nhiều, giàu có hơn. Cư dân Đàng trong có dũng khí và siêng năng hơn, dù vậy lại kém giao thiệp và lịch sự với người nước ngoài.
Khoảng ba hay bốn trăm năm trước (thế kỷ 14-15), nước Couchin-china là một tỉnh của nước Tonquin, và cả hai nước này vốn một quốc gia dưới sự cai trị của một vị vua. Do không có người thừa kế, trước khi mất, vị vua đó [Nguyễn Uông] đã giao lại quyền cai trị cho em trai [Nguyễn Hoàng] và em gái [Nguyễn Thị Ngọc Bảo]. Người em trai được giao đi cai trị xứ Couchin-china, người chị gái cai trị xứ Tonquin. Mỗi năm họ sẽ họp mặt một lần để nghị sự. Tuy nhiên, người chồng [Trịnh Kiểm] của cô chị đã có dã tâm thâu tóm quyền lực và thống nhất sự cai trị đất nước. Ông ta bàn mưu với cô chị để loại bỏ người em trai. Người chị gái bí mật báo cho cậu em trai biết và cậu ta trốn về Couchin-china để xây dựng chính quyền của riêng mình. Người xứ Couchin-china từ đó bỏ hết quan hệ và giao thương với người xứ Tonquin, lấy sông Quambin [Sông Quảng Bình] làm ranh giới. Hai nước đều có quân đội, nhưng chưa thấy họ hành động gì. Nếu một người Couchin-china đào thoát sang Tonquin, anh ta sẽ được thu nhận và đối đãi lịch sự. Còn một người Tonquin, nếu lâm vào cảnh đó, khi chạy trốn sang Couchin-china, anh ta sẽ bị chính quyền Tonquin kết án thành nô lệ cho đến khi được tha bổng hoặc chuộc tội.
Nước Tonquin có giao thương với nước Anh và nước Hà Lan. Nhưng nhà máy của nước Anh đã bị dỡ bỏ vào tháng 1 năm 1698, nhà máy của nước Hà Lan thì vào năm 1703. Nước Anh vẫn tiếp tục giao thương với Tonquin cho tới tận năm 1719. Một thuyền buôn Anh từ Bengal vi phạm luật và phá vỡ mối quan hệ này. Thuyền buôn này sau khi chất đầy hàng và sẵn sàng xuôi dòng sông Hồng để rời kinh đô Catcheo [Kẻ Chợ], đã bắt theo một cô gái. Xung đột xảy ra với chính quyền địa phương, thuyền trưởng Wallace bị giết cùng một số người. Tàu buôn thoát được nhưng từ đó không còn thấy tàu thuyền Anh quốc giao thương với Tonquin nữa.
Nước Tonquin baoquanh bởi Couchin-china ở phía nam, Lào ở phía tây, Quansi [Quảng Tây] ở phía bắc, và biển ở phía đông. Nước này dư dả sản vật phục vụ cho đời sống. Nơi đây sản xuất vàng và đồng, nhưng kém chất lượng. Họ cũng sản xuất ra tơ lụa. Sản phẩm Baaz (?) của họ là tốt nhất, thường nhộm màu đen.
Có một dãy núi lớn, rất khó vượt qua, chạy từ bờ biển lên 150 dặm, dọc theo các tỉnh Quansi và Quichew [Quý Châu], giúp ngăn cách và bảo vệ Tonquin trước Trung Quốc. Trên núi này có nhiều loại cây gỗ lớn và thú rừng như voi, hổ, nai. Xứ Tonquin và Trung Quốc không bận tâm trong việc huấn luyện voi.
Việc giảng đạo Công giáo bị nghiêm cấm ở Tonquin. Dù vậy ở đây cũng có một số giáo dân. Tôn giáo của Tonquin là lương giáo, theo kiểu Trung Hoa, và cả hai xứ Tonquin và Couchin-china nhiều thế kỷ trước là các tỉnh của Trung Quốc.
Người Tonquin đã từng rất ham muốn có được một chàng rể người châu Âu trong nhà mình. Các gia đình quý tộc không hề xấu hổ hay hổ thẹn khi gả con gái cho các thủy thủ Anh hay Hà Lan khi họ lưu trú. Và các gia đình này cũng thể hiện sự tử tế khi các chàng rể rời đi, đặc biệt khi chàng rể để lại vợ và con. Sẽ rất nguy hiểm cho các chàng rể nếu họ ngoại tình, bởi vì người Tonquin rất giỏi hạ độc.
Phụ nữ và đàn ông Tonquin có dáng người khá và vẻ đẹp chấp nhận được, tuy rằng không có chiều cao. Thiếu nữ ở đây có tục nhuộm răng cho đen huyền bằng cách nhai một loại thảo mộc liên tục trong 3 ngày.